# Batalla de Cunaxa
La batalla de Cunaxa fue un enfrentamiento armado que tuvo lugar el 3 de septiembre del 401 a. C. en Cunaxa, aldea a unos 70 km al norte de Babilonia, entre los ejércitos del rey persa Artajerjes II y del hermano menor del rey, el príncipe Ciro el Joven.

## Antecedentes
Con esta batalla, Ciro pretendía la muerte de su hermano para convertirse en el nuevo rey, probablemente como venganza por la conjura palaciega que lo había llevado a la cárcel tres años antes por decisión de Artajerjes, fruto de la lucha sucesoria tras la muerte del padre de ambos, Darío II. La intervención posterior de la madre de ambos, Parisátide, logró salvar al príncipe aqueménida, al que le fueron restituidos la libertad y su rango, pasando entonces a ocuparse del gobierno de las ricas satrapías de Frigia, Capadocia y Lidia.

## Preparativos

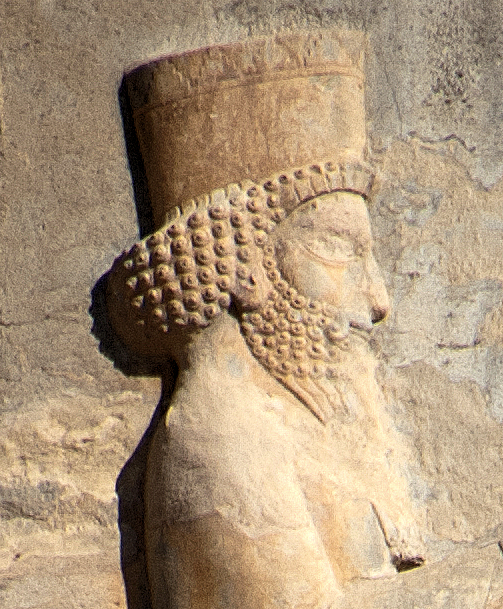
Escultura del perfil de Artajerjes II

Utilizando como excusas creíbles la guerra que Ciro inició para arrebatar las ciudades griegas de Jonia a Tisafernes, delator de Ciro en la corte y sátrapa hasta el retorno de Ciro al Asia Menor, guerra en la que, por otra parte, Artajerjes no quería intervenir mientras le fueran llegando los tributos requeridos, y la supuesta campaña posterior que preparaba contra los pisidios, Ciro contrató y reunió a un gran número de tropas, de entre las que destacaban por encima de todas las formadas por los mercenarios griegos, hoplitas y peltastas, que pasarán a la historia con el nombre de Los Diez Mil.
Reunido el ejército en Sardes, este inició su marcha lentamente hacia el este a través de las tierras de Ciro mientras se les unían más mercenarios, atravesando luego Cilicia y Siria sin tener enfrentamiento alguno con tropas de Artajerjes, advertido ya de la conspiración. En el puerto de Issos, la flota de Ciro se reunió con el ejército aportando el último contingente mercenario, hasta un total de 10 400 hoplitas y 2500 peltastas, a los que se unieron en la marcha, 700 hoplitas espartanos enviados por Esparta (no eran mercenarios alistados) y 400 griegos que desertaron del ejército persa. Tras atravesar Mesopotamia bordeando el Éufrates, los dos ejércitos acabaron encontrándose en Cunaxa.

## Desarrollo

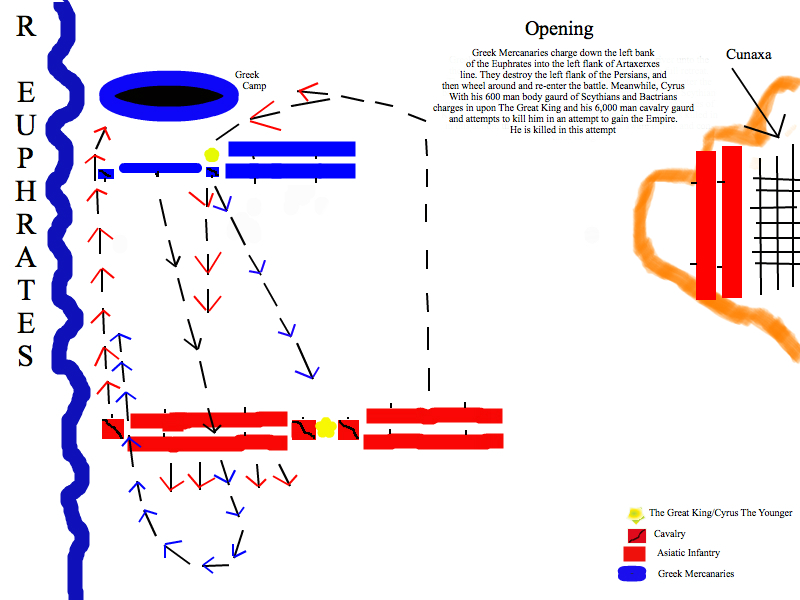
Primera etapa de la batalla
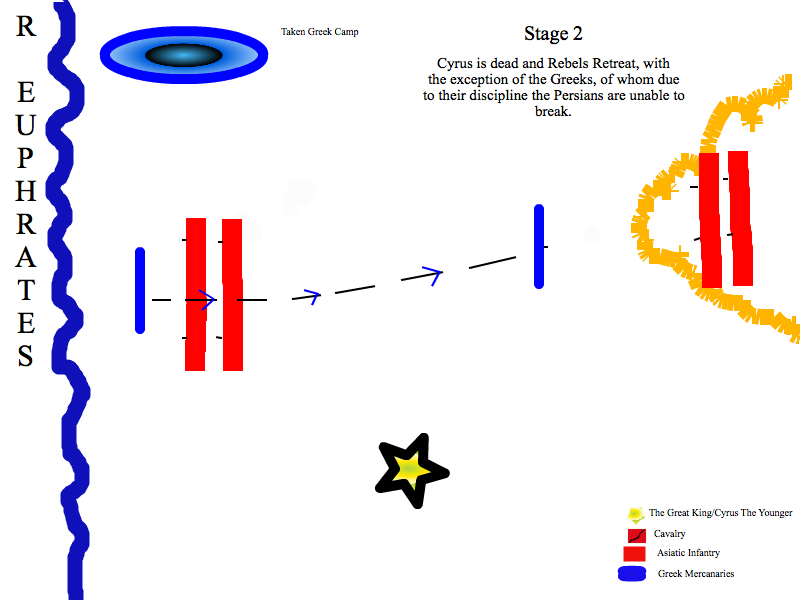
Segunda etapa de batalla

Es difícil establecer con exactitud el número de hombres de cada ejército por la variabilidad de las fuentes, aunque alguna señala que en el de Ciro, aparte de los mercenarios griegos, lucharon aprox. 50 000 infantes más 600 jinetes de caballería pesada y 1000 de caballería paflagona, y en el del Gran Rey Artajerjes, aprox. 100 000 infantes más 20 000 de caballería ligera, 10 000 de caballería pesada y algunos carros. El ejército de Artajerjes era tan grande comparado con el de su hermano, que el de Ciro apenas llegaba a cubrir la mitad del frente de batalla una vez desplegados. Según Jenofonte Artajerjes movilizó a la batalla 1 200 000 hombres, cifra exagerada.
Ciro confió el flanco derecho del frente al lacedemonio Clearco con el mando de los mercenarios, quienes tenían a su derecha el Éufrates. Frente a los mercenarios griegos, en el flanco izquierdo del ejército de Artajerjes, se situaron infantes persas y medos, los carros y un contingente de caballería pesada al mando de Tisafernes. El centro del ejército del rey lo ocupó la infantería ligera y pesada, dejando el flanco derecho para la caballería ligera. Ciro y Artajerjes se situaron tras sus respectivas líneas acompañados de una escolta de caballería pesada.
Los griegos iniciaron las hostilidades cargando con fiereza en su flanco, carga que provocó el pánico en los arqueros y carros enemigos, quienes pronto se pusieron en fuga, arrastrando con ellos a la infantería. Los mercenarios se dispusieron a perseguir a los huidos. Mientras tanto, Artajerjes había ordenado el movimiento de su caballería ligera del flanco derecho para intentar rodear por completo al ejército de Ciro.
Ante el cariz que tomaban los acontecimientos, Ciro se dispuso a ejecutar el plan de batalla que tenía previsto de antemano, cargar directamente contra la posición de Artajerjes con la intención de matarlo, con la esperanza de que, llegado el caso, cesaría la resistencia del ejército enemigo. Avistada la posición del Gran Rey, Ciro cargó con 600 jinetes llegando a herir levemente a su hermano con su lanza, pero acabó sucumbiendo ante la superioridad numérica del ejército de Artajerjes, siendo derribado y muerto. Tras este hecho, el ejército de Ciro quedó en manos de Arieo, quien ordenó retirada general, llegando a atravesar su propio campamento en la huida. 
Los persas de Artajerjes saquearon a placer el campamento enemigo hasta que allí llegó Tisafernes, quien con una hábil maniobra con su caballería había logrado rebasar las líneas de los griegos mercenarios para huir. Tisafernes relató a Artajerjes la victoria de los griegos en su flanco y la persecución que estaban llevando a cabo, lo que llevó al rey a ordenar el reagrupamiento de parte de sus fuerzas para dar caza a los mercenarios. 
Al volver ya estos sobre sus pasos en dirección al campamento, vieron lo que tramaba Artajerjes y volvieron a la carga, cundiendo el pánico por segunda vez entre las líneas persas, dándose de nuevo a la fuga. Artajerjes, frustrado, huyó con su caballería. La persecución duró hasta la noche, momento en que los griegos se retiraron al campamento, dándose por finalizada la batalla.

## Consecuencias
Desde el punto de vista únicamente militar, la batalla fue una victoria de los mercenarios griegos. Sin embargo, a efectos prácticos, Ciro fracasó en su intento de rebelión y Artajerjes pudo conservar el trono. A los Diez Mil les quedaba ahora un duro viaje de regreso a sus hogares.

## La batalla en el arte

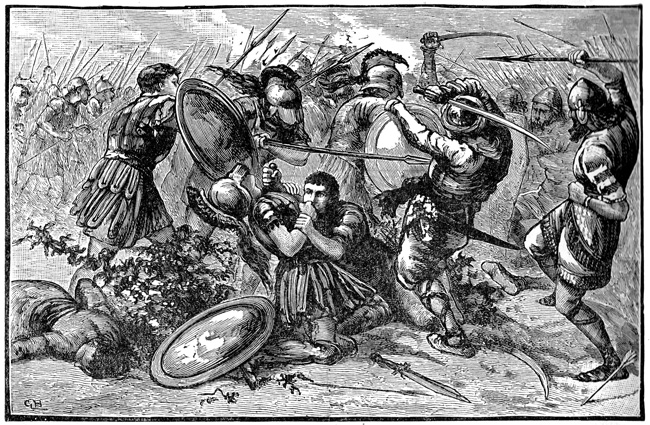
Batalla de Cunaxa

- El libro «El ejército perdido» del escritor italiano Valerio Massimo Manfredi parte de la base de esta batalla para relatar las aventuras de «Los Diez Mil» en la expedición posterior a la batalla.